# Gottfried Pastor

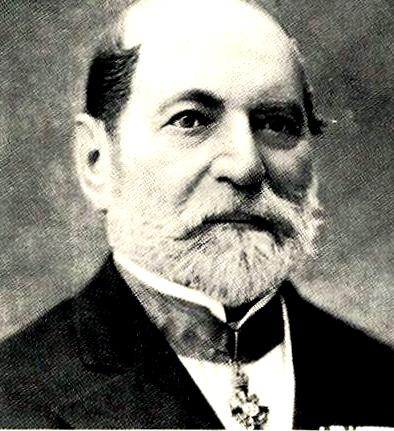
Gottfried Pastor

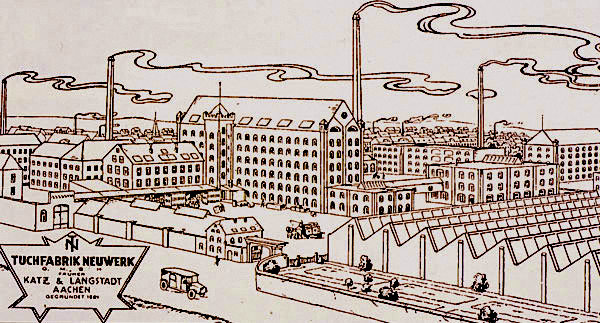
Tuchfabrik Pastor/Neuwerk

Gottfried Pastor (* 23. Februar 1809 in Burtscheid; † 20. Dezember 1899 in Aachen) war ein deutscher Wollfabrikant und Geheimer Kommerzienrat.

## Leben und Wirken
Der Sohn des Tuchfabrikanten Konrad Gotthard Pastor (1769–1830) und der Charlotte Einschütz (1772–1843) durchlief im väterlichen Betrieb eine Ausbildung zum Tuchfabrikanten. Anschließend sammelte er praktische Erfahrungen unter anderem in der Kammgarnfabrik seines Vetters Konrad Gustav Pastor in Verviers. Nach Aachen zurückgekehrt, ließ er sich als Wollhändler nieder und übernahm 1856 eine bereits früher im Besitz der Familie Pastor befindliche Tuchfabrik in der Aachener Augustastraße und baute diese umfangreich zu einer Wollspinnerei aus. Sie blieb bis 1908 in Familienbesitz und wurde anschließend von der Tuchfabrik Katz & Langstadt übernommen, die diese als Tuchfabrik Neuwerk GmbH weiterführte. Heute stehen die verbliebenen Bauten der ehemaligen Tuchfabrik Pastor/Neuwerk unter Denkmalschutz und sind Teil der Initiative Rheinische Industriekultur.
Neben seinem beruflichen Engagement widmete Pastor einen Großteil seiner Zeit öffentlichen und ehrenamtlichen Aktivitäten. So gehörte er im Jahre 1867 zu den Mitbegründern des Evangelischen Krankenhausvereins für Aachen und Burtscheid, Träger des Luisenhospital Aachens, dessen Vorsitz er auch viele Jahre innehatte. Ferner war Pastor der erste und über 30 Jahre lang amtierende Präsident der ehemaligen Arbeiterklasse Aachen. Nach dem Tod seines Verwandten Philipp Heinrich Pastor übernahm er darüber hinaus dessen Posten als Direktionsmitglied in der Handelskammer Aachen und übte lange Zeit die Tätigkeit eines Handelsrichters aus. Außerdem wurde er mehrfach in den Rat der Stadt Aachen gewählt.
Weiterhin gehörte er entweder als Aufsichtsrats- oder Vorstandsmitglied dem Rheinisch-Westfälischen Lloyd, der Rheinisch-Westfälischen Rückversicherung Mönchengladbach, ab 1876 der Aachen-Leipziger Versicherungs-AG, dem Aachener Verein zur Beförderung der Arbeitsamkeit, der Kölnischen Wechsler- und Kommissionsbank, der Kommanditgesellschaft Kupferberg und Co sowie der Flaschenfabrik Kreuznacher Glashütte AG an.

## Ehrungen (Auswahl)
Für seine zahlreichen Verdienste wurde Gottfried Pastor mehrfach ausgezeichnet und erhielt unter anderem:
- am 18. Oktober 1861 die Ernennung zum Kgl. preußischen Kommerzienrat
- am 20. Dezember 1873 die Ernennung zum Geheimen Kommerzienrat
- das Komturkreuz des österreichischen Franz-Joseph-Ordens
- den Roten Adlerorden, 3. Klasse
- den Preußischen Kronenorden, 3. Klasse

## Familie

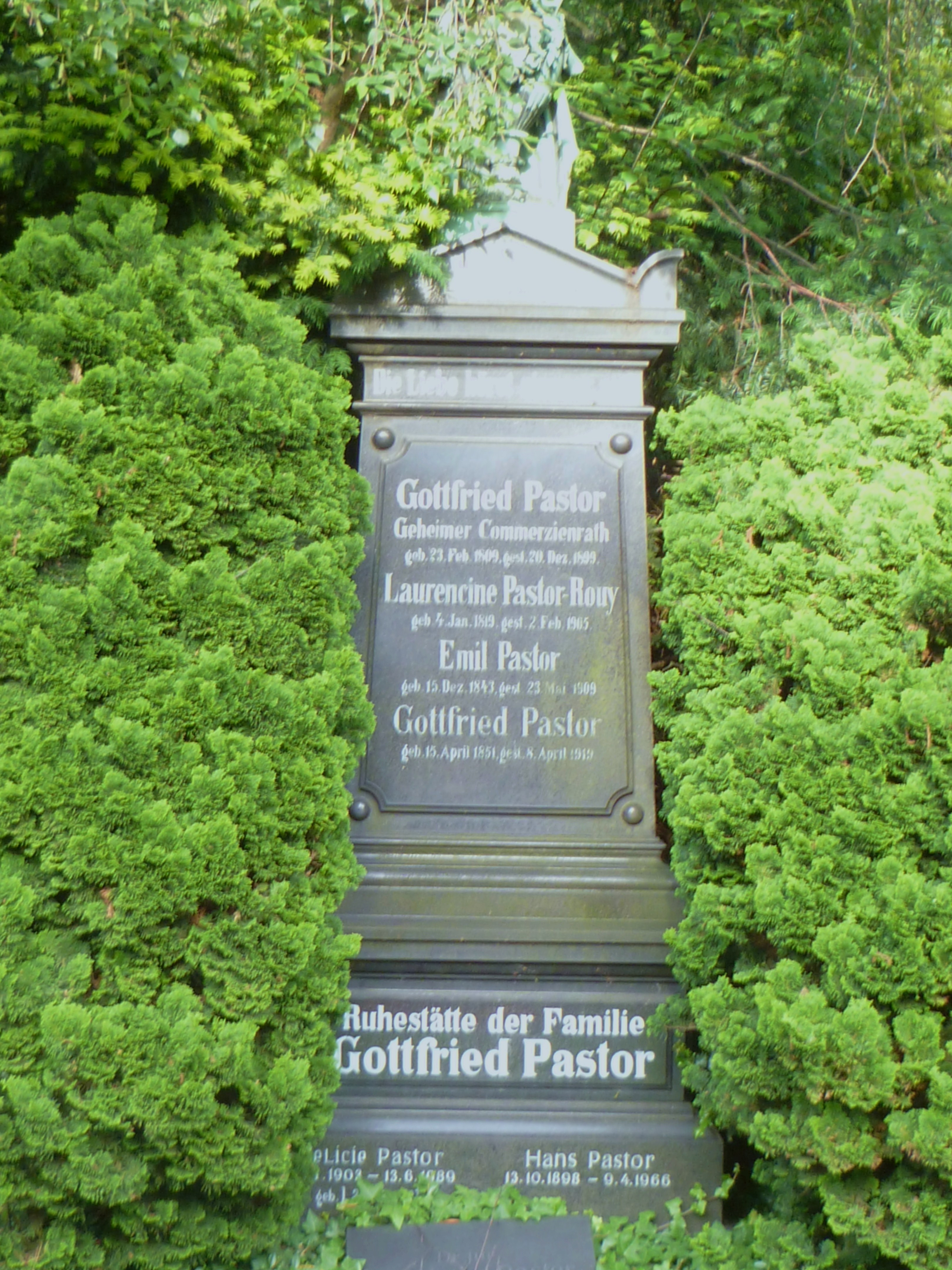
Grabstele Fam. Gottfried Pastor

Gottfried Pastor war verheiratet mit Laurencine Rouy (1819–1905), geboren auf der Antilleninsel Guadeloupe, mit der er sieben Söhne und zwei Töchter hatte. Am 19. Dezember 1899 und ein Tag vor seinem Tod überreichte man dem Paar zum Gedenktag der diamantenen Hochzeit noch die Ehejubiläumsmedaille. Seine Wollfabrik wurde auf mehrere Söhne aufgeteilt, die allesamt auch Mitglieder der preußischen Landwehr waren. Sein ältester Sohn Emil Gottfried Pastor (1843–1909) wurde dabei als Nachfolger seines Vaters ebenfalls in die meisten Ämter gewählt, die dieser bereits bekleidet hatte.
Gottfried Pastor fand seine letzte Ruhestätte auf dem Westfriedhof II in Aachen.